# Passiflora arida
Passiflora arida là một loài thực vật có hoa trong họ Lạc tiên. Loài này được (Mast. & Rose) Killip mô tả khoa học đầu tiên năm 1922.